# V dinastia egizia
La V dinastia si inquadra nel periodo della storia dell'Antico Egitto detto Antico Regno e copre un arco di tempo di circa 150 anni, dal 2500 a.C. al 2350 a.C. circa. Viene spesso unita con la III, IV e VI dinastia sotto il nome di Antico Regno.

## Cronologia
La quinta dinastia egizia è un gruppo di nove re, che governarono l'Egitto per circa 150 anni, nel 24esimo e 25esimo secolo a.C. La relativa successione dei re non è completamente assicurata, in quanto sono presenti contraddizioni fra le fonti storiche e i reperti archeologici riguardanti il regno di Shepseskara.

## Sovrani
I sovrani conosciuti della quinta dinastia sono elencati di seguito. Manetone attribuisce 248 anni di regno alla quinta dinastia; tuttavia, i faraoni di questa dinastia regnarono più probabilmente per circa 150 anni. Questa stima varia sia a seconda dello studioso che della fonte. 
Secondo quanto scritto da Manetone, i re della V dinastia regravano da Elefantina, ma archeologi hanno trovato tracce che mostrano che i loro palazzi si trovavano a Ineb-hedj.
Spedizioni furono all'epoca mandate a Uadi Maghara e a Uadi Kharit nel Sinai per estrarre turchesi e rame, e a cave a nord-est di Abu Simbel per estrarre gneiss. Spedizioni mercantili furono mandate a sud di Punt per ottenere malachite, mirra e elettro; ritrovamenti archeologici a Byblos attestano all'invio di spedizioni diplomatiche alla città fenicia. Ritrovamenti che includono i nomi di diversi re della V dinastia al sito di Dorak, vicino al mar di Marmara, potrebbero essere prova della presenza di commercio, ma rimangono ad oggi un mistero.
| Nome Horo  | Lista di Abido | Lista di Saqqara | Canone Reale | Manetone     | Periodo di regno      |
| ---------- | -------------- | ---------------- | ------------ | ------------ | --------------------- |
| Irmaat     | Userkaf        | Userkaf          | ...ka        | Userkheres   | 2500 a.C. - 2490 a.C. |
| Nebkhau    | Sahura         | Sahura           | illeggibile  | Sephres      | 2490 a.C. - 2475 a.C. |
| Userkhau   | Kakai          | Neferirkara      | illeggibile  | Nephercheres | 2475 a.C. - 2465 a.C. |
| Shekemkhau | non citato     | Shepseskara      | illeggibile  | Sisires      | 2465 a.C. - 2460 a.C. |
| Neferkhau  | Neferkara      | Khaneferra       | illeggibile  | Cheres       | 2460 a.C. - 2445 a.C. |
| Setibtawy  | Niuserra       | non citato       | illeggibile  | Rathures     | 2445 a.C. - 2420 a.C. |
| Menkhau    | Menkauhor      | Menkahor         | Menkauhor    | Mencheres    | 2420 a.C. - 2410 a.C. |
| Djedkhau   | Djedkara       | Maatkara         | Djed         | Tancheres    | 2410 a.C. - 2380 a.C. |
| Waditawy   | Unis           | Unis             | Unis         | Onnos        | 2380 a.C. - 2350 a.C. |

### Esplicative
1. ↑  Le date vanno devono essere considerate come indicative ed affette da un errore valutabile in ±50 anni.